# Lindenberg (Oppach)
Lindenberg ist ein Ortsteil von Oppach im Landkreis Görlitz.

## Geographie

### Lage
Lindenberg erstreckt sich auf dem entwaldeten Südabfall der Bieleboh-Bergkette im Lausitzer Bergland entlang des Lindenberger Wassers. Nordwestlich erhebt sich der Pickaer Berg (486 m), nördlich das Hähnel (393 m) und der Galgenberg (424 m) sowie östlich der Bundesberg (358 m), über den die Bundesstraße 96 von Oppach zum Erntekranz hinaufführt.
Im unteren Teil des Dorfes befinden sich das Freibad Oppach und die Sportanlagen des FSV Oppach.

### Nachbarorte
| Picka       | Eichen                                      | Eichen  |
| Ellersdorf  | Kompassrose, die auf Nachbargemeinden zeigt | Gebirge |
| Wassergrund |                                             | Oppach  |

### Straßen
Der Ortsteil besteht aus den Straßen Lindenberger Straße, Am Hang, Alte Zeile, Teichstraße, Pickaer Straße und Ortrandsiedlung.

## Geschichte
Lindenberg entstand zum Ende des 17. Jahrhunderts als Ansiedlung böhmischer Exulanten auf den Fluren des Rittergutes Oppach. Die erste Erwähnung der damals aus sechs Häusern bestehenden Kleingärtnerzeile erfolgte 1693. Da der Grundherr befahl, vor jedes neue Haus eine Linde zu pflanzen, erhielt die Siedlung den Namen Lindenberg. Der oberhalb des Röhrgrundes auf einer Bodenfalte angelegte alte Siedlungskern (Alte Zeile) ist heute noch gut erkennbar.
In Folge des industriellen Aufschwungs von Oppach wuchs Lindenberg ab der Mitte des 19. Jahrhunderts stark an. 1936 wurden das Freibad und die Sportanlage Lindenberg angelegt, die Einweihung erfolgte im Rahmen der 600-Jahr-Feier der Gemeinde Oppach.
Zu DDR-Zeiten wurden in einem Zweigwerk des VEB Oberlausitzer Textilbetriebe Neugersdorf in Lindenberg Bademäntel und Frotteetücher produziert. 1998 eröffnete der Musiker Andreas Pietschmann in einer ausgebauten Scheune im Oberdorf die auch als Oberlausitzer Musikantenscheune bekannte Sachsenlandhalle.
Das Lindenrundteil auf dem Hähnel ist als Naturdenkmal geschützt.

### Einwohnerentwicklung
Beim Zensus vom 9. Mai 2011 bestand Lindenberg aus 149 Wohngebäuden, in denen 360 Personen lebten. Das Durchschnittsalter lag bei 48,9 Jahren.
| Jahr | Einwohner            |
| ---- | -------------------- |
| 1777 | 4 Gärtner, 5 Häusler |
| 1834 | 223                  |
| 1871 | 412                  |
| 1890 | 402                  |
| 2011 | 360                  |

### Verwaltungszugehörigkeit
- 1777: Bautzener Kreis, 1843: Landgerichtsbezirk Bautzen, 1856: Gerichtsamt Neusalza, 1875: Amtshauptmannschaft Löbau, 1952: Kreis Löbau, 1994: Landkreis Löbau-Zittau, 1. August 2008: Landkreis Görlitz

## Ortsbild
Lindenberg besteht aus Häuslerzeilen. Im älteren Teil des Dorfes sind fast alle Häuser eingeschossig. Neun der Häuser haben Umgebinde. Bemerkenswert ist das 1860 erbaute, zweigeschossige ehemalige Gasthaus "Zum blauen Hecht" – seine Holzstuben weisen beiderseits des Eingangs Tragesäulen auf.